# VA-111 Shkval

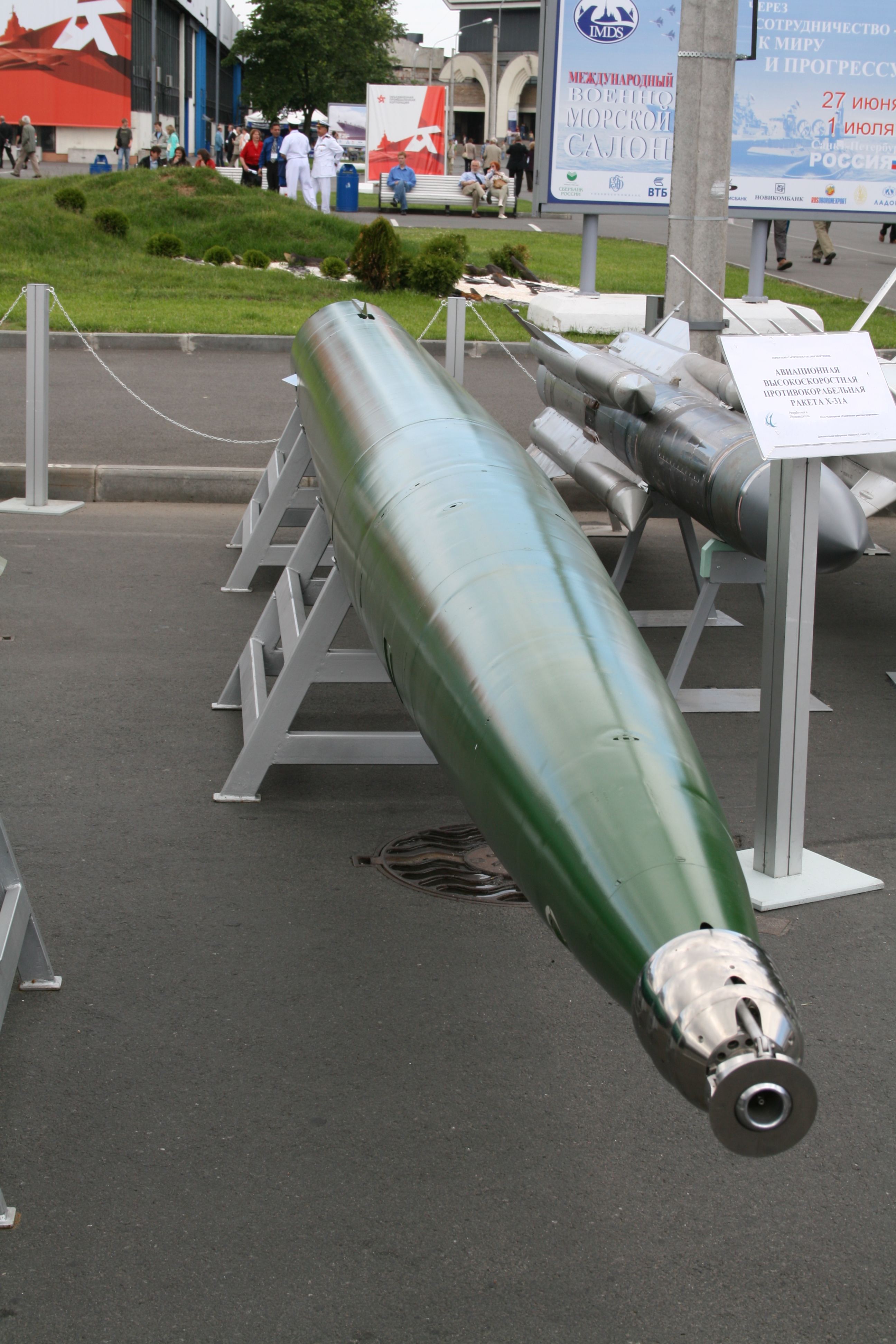
Ngư lôi Shkval

Ngư lôi VA-111 Shkval (tiếng Nga: шквал, cơn gió mạnh) và các thế hệ sau của nó là ngư lôi siêu khoang hay ngư lôi siêu bọt, được phát triển bởi Hải quân Nga. Dù đạt tốc độ cực đại gần 370 km/h, nhanh gấp 2,5 lần ngư lôi của Mỹ, song ngư lôi VA-111 Shkval Nga lại có quá nhiều những điểm yếu cố hữu khiến chúng bị coi là "cá mập giấy". Dù có tốc độ nhanh gấp nhiều lần đối thủ nhưng loại ngư lôi này rất ồn ào khi phóng đi khiến tàu ngầm trang bị loại ngư lôi này nhanh chóng bị đối phương phát hiện và tiêu diệt. Mặt khác do lao đi với tốc độ quá nhanh, tạo ra nhiều bọt khí xung quanh thân khiến cho việc truyền nhận tín hiệu điều khiển là bất khả thi. Tàu ngầm trang bị ngư lôi VA-111 Shkval còn phải tiếp cận thật gần mục tiêu vì tầm bắn của ngư lôi chỉ đạt 6,8 km, ít hơn rất nhiều so với tầm tác chiến 38 km của ngư lôi Mark-48 Mỹ. Việc cho tàu ngầm đến quá gần mục tiêu được coi là hành động tự sát khiến ngư lôi này độc đáo đột phá về công nghệ nhưng khó gây được hiệu quả thực chiến khi sử dụng.

## Lịch sử hình thành và phát triển
Công việc thiết kế bắt đầu những năm 1960 khi viện nghiên cứu NII-24 được ra lệnh chế tạo một loại vũ khí có thể chống lại tàu ngầm nguyên tử. Năm 1969, GSKB-47 hợp nhất NII-24 thành viện nghiên cứu thủy cơ học ứng dụng; Shkval được cho là sản phẩm của sự hợp nhất này. Ngày 29-11-1977 hệ thống chống tàu ngầm dùng ngư lôi Shkval VA-111 được chấp nhận sử dụng trong Hải Quân.
Shkval được thiết kế để chống ngư lôi phóng từ tàu ngầm hạt nhân đối phương còn chưa bị phát hiện, diệt các mục tiêu chạy nhanh đang tới gần. Shkval cho phép những tàu ngầm, tàu chiến ồn ào tự vệ và diệt đối phương khi đối đầu với những tàu ngầm hiện đại chạy êm.
Shkval có tốc độ vượt trội so với ngư lôi thông thường, tốc độ của VA-111 vượt xa tốc độ của ngư lôi hiện có của NATO. Tốc độ cao của Shkval đạt được nhờ ứng dụng hiện tượng siêu khoang – ngư lôi chuyển động trong một bong bóng khí khổng lồ, làm giảm đáng kể lực ma sát và cho phép ngư lôi chuyển động ở tốc độc cực cao. Với đặc điểm trên, có thể coi Shkval là tên lửa dưới nước.  Lưu trữ ngày 28 tháng 9 năm 2007 tại Wayback Machine  Lưu trữ ngày 28 tháng 9 năm 2007 tại Wayback Machine  Lưu trữ ngày 28 tháng 9 năm 2007 tại Wayback Machine
Shkval sử dụng động cơ tên lửa dưới nước nhiên liệu rắn. Loại động cơ này có lực đẩy rất lớn so với động cơ trên không. Đầu ngư lôi có bộ phận tạo siêu khoang đến nay vẫn bí mật, bộ phận này tạo ra siêu khoang. Có các càng chống vào thành khoang giúp ngư lôi luôn ở giữa khoang. Shkval sử dụng các ống phóng lôi thông dụng.
Khi ra khỏi ống phóng lôi 533 mm, VA-111 có tốc độ khởi động 50 hải lý / giờ. Nhanh chóng sau đó, tên lửa được kích hoạt và đẩy tốc độ lên tới 200 hải lý / giờ (theo một số báo cáo có thể lên tới trên 250 hải lý / giờ).
Tiếp sau Nga, một số quốc gia khác cũng cố gắng thiết kế ngư lôi siêu khoang cho riêng mình. Đức là quốc gia được biết đã có chương trình Barracuda vào năm 2004. Iran được cho là đã sử dụng thành công các ngư lôi siêu khoang trong tập trận năm 2006 và 2007.
Hải quân Nga sở hữu ngư lôi siêu khoang Skval từ năm 1977, nhưng vũ khí hải quân lợi hại này cũng có nhược điểm là không hiệu quả khi sử dụng từ tàu ngầm. Độ ổn và nhiễu thủy âm của nó khi hoạt động sẽ làm bộc lộ ngay tức khắc vị trí tàu ngầm sử dụng loại vũ khí này. Ngoài ra, độ sâu hoạt động của ngư lôi Skval chỉ ở 30m.

## Đặc tính tác chiến
Hiện có ít nhất ba loại Va-111 Shkval khác nhau:
- VA-111 Shkval – loại nguyên thủy; không có hệ thống hướng dẫn (hoặc có hệ thống theo dõi đường phóng, nhưng không chỉnh hướng được dễ dàng)
- "Shkval 2" – loại hiện hành; có hệ thống hướng dẫn, có thể qua hệ thống phản lực định hướng (vectored thrust), và tầm hoạt động xa hơn
- Shkval 3 "loại nhẹ" xuất khẩu bán cho hải quân các nước khác, năm 1992.

Hiện tất cả các loại Shakval được trang bị đầu đạn nổ thường, và tuy có thể trang bị đầu đạn hạt nhân, nhưng hiện chưa được ai chứng minh là đã có loại đầu đạn hạt nhân.
- Chiều dài: 8,2 m (26 ft 11 in)
- Đường kính: 0,533 m (1 ft 9 in)
- Trọng lượng: 2.700 kg (5.953 cân Anh)
- Trọng lượng đầu nổ: 210 kg (463 cân Anh)
- Tốc độ tối đa: 360 km/h (200 hải lý/giờ), có thể hơn
- Tốc độ ra khỏi ống phóng: 93 km/h (50 hải lý/giờ)
- Tầm bắn: khoảng 6.858 m (7.500 yard)